# Caspa
La caspa, pitiriasis o furfurácea es una afección dermatológica común del cuero cabelludo que se estima afecta hasta a un 50 % de la población mundial. Consiste en el desprendimiento de laminillas u hojuelas de piel muerta del cuero cabelludo acompañado de picor pero sin inflamación.
A pesar de que es normal que las células de la piel se mueran y formen hojuelas, algunas personas, ya sea crónicamente o como resultado de ciertas dolencias, experimentan una cantidad anormal de estas, lo cual suele ser acompañado de prurito, enrojecimiento e irritación. La mayoría de las causas pueden ser tratadas con un champú especial o con remedios caseros comunes.
La caspa también puede ser un síntoma de la seborrea, la psoriasis, la micosis o la pediculosis. Es recomendable evitar rascarse excesivamente. Rascarse hasta quebrar la piel puede aumentar el riesgo de infecciones, particularmente por Staphylococcus aureus y estreptococos, y alopecia provocada por afecciones a la piel.

## Etimología
La etimología de la palabra «caspa» no está relacionada con ningún étimo latino y no existe en otros idiomas (excepto en otras lenguas peninsulares: como el portugués y el catalán, ambos con idéntica escritura), por ello se le atribuye su origen en las lenguas paleohispánicas, es decir, prerromano. El término «caspa» ha sido relacionado con «gazpacho», en el sentido de restos que son desprendidos (como los pedazos de pan con los que se prepara el gazpacho), así como con el euskera «kaspa», cascarilla del trigo.

## Causas
A medida que crece la piel, las células epidérmicas son empujadas hacia afuera donde acaban por morir y caer como hojuelas de la cabeza. En la mayoría de las personas, estas hojuelas son demasiado pequeñas como para ser visibles. Sin embargo, ciertas condiciones pueden causar que el ritmo de cambio de las células sea inusualmente veloz, siendo especialmente común en el cuero cabelludo. En las personas con caspa, las células de la piel pueden morir y ser reemplazadas aproximadamente una vez cada dos semanas; al contrario de personas sin caspa en quienes tarda alrededor de un mes. El resultado es que las células muertas caen en bloques grandes que aparecen como pequeños trozos o manchas grisáceas en el cuero cabelludo.
La caspa es comprendida como el resultado de una combinación de factores. De estos, solo algunos han sido investigados en profundidad. 
La causa más común de la caspa es el hongo Malassezia furfur (previamente conocido como el Pityrosporum ovale). Este hongo se encuentra naturalmente en la superficie de la piel tanto de personas saludables como de aquellos con caspa. El hongo metaboliza la grasa humana, resultando en un producto secundario. Cuando el Malassezia furfur crece demasiado rápido, la renovación natural de las células resulta afectada y aparece la picazón. Otros hongos pueden desempeñar papeles similares en la causa de la caspa, al igual que ciertas bacterias.
La caspa, de hecho, no es causada por la resequedad del cuero cabelludo.
La caspa leve puede ser causada por glándulas sebáceas sobrerreactivas. Otros factores causativos incluyen la historia familiar, alergias a alimentos, transpiración excesiva, el uso de jabones alcalinos, micosis y estrés. Incluso las diferencias entre las estaciones del año pueden contribuir al problema: los inviernos fríos y secos pueden originar caspa o empeorarla. Los síntomas de la caspa también pueden ser agravados por exposición al polvo, la luz ultravioleta, champús demasiado fuertes y tintes para el cabello. En algunos casos excepcionales, la caspa puede ser causada por el uso excesivo de gel o aerosol fijador.
El medicamento de mayor elección actualmente es el ketoconazol, aunque otros champús menos costosos pueden elegirse como primer intento contra las formas más leves.
La caspa puede ser síntoma de la seborrea. Joseph Bark resalta que «el enrojecimiento y la picazón de hecho es dermatitis seborreica, y a menudo ocurre cerca de la unión de la nariz y la zona de las cejas, no solo en el cuero cabelludo».  Lesiones secas, gruesas y bien definidas que consisten de escamas grandes y de aspecto plateado pueden ser asociadas con la psoriasis menos común del cuero cabelludo. 
La caspa simple no causa la pérdida del cabello.

## Nutrición
La caspa puede ser relacionada en algunos casos con mala nutrición, particularmente a la deficiencia de zinc. El zinc puede encontrarse en alimentos como las ostras, el pavo, el cerdo y algunos tipos de frutos secos.
La ingesta diaria recomendada de zinc ronda los 10 mg, una cantidad menor para los bebés, niños y adolescentes (por su menor masa corporal) y algo mayor para las mujeres embarazadas y durante la lactancia.

## Tratamiento
La aparición de las hojuelas puede reducirse, especialmente en aquellos que sufren de casos leves de caspa, a través del cuidado personal apropiado. Algunas personas evitan, equivocadamente, lavar su cabello, creyendo que el efecto resecador del champú empeorará su caspa. Sin embargo, al lavarse el pelo con regularidad, la piel muerta de hecho es retirada antes de que pueda acumularse en hojuelas más grandes y notables. El uso de champús basados en ácidos ayuda a restaurar la acidez al cuero cabelludo, descomponiendo los aceites y evitando que las células de piel muertas se acumulen en montones visibles. Sin embargo, los champús con una medicación más leve o champús no marcados para tratar la seborrea pueden tener poco o ningún efecto en el enrojecimiento y la irritación.
Las formas severas de la caspa, particularmente si son acompañadas por la formación de hojuelas o escamas en otras partes del cuerpo, deberían tratarse por un dermatólogo. La caspa puede ocurrir en conjunto con condiciones de piel tales como la seborrea y la psoriasis. La caspa varía de una persona a otra. Puede ser necesario probar varios champús con ingredientes activos diferentes (sulfuro de selenio, alquitrán, ácido salicílico, piritionato de zinc, ketoconazol) para encontrar el más adecuado para cada individuo en particular. Además, un individuo puede encontrar que alternar entre diferentes tratamientos sea más efectivo que apegándose a un régimen único, que puede volverse menos efectivo con el paso del tiempo.